# Rabbits on the Run
Rabbits on the Run este cel de-al patrulea album al cântăreței Vanessa Carlton, lansat de Razor & Tie în SUA pe 26 iulie 2011. A fost primit în general cu recenzii pozitive. În august 2011, Amazon.com a votat albumul pe locul al cincizeci și unulea în top 100 albume din 2011.

## Piesele de pe album
Toate melodiile sunt scrise și compuse de Vanessa Carlton. 
| Nr. | Titlu                        | Autor(i)                           | Lungime |  |
| 1.  | „Carousel”                   | Carlton, Esquer                    | 3:16    |  |
| 2.  | „I Don't Want to Be a Bride” | Carlton, Ari Ingber, Steve Osborne | 4:01    |  |
| 3.  | „London”                     | Carlton                            | 4:19    |  |
| 4.  | „Fairweather Friend”         | Carlton                            | 3:55    |  |
| 5.  | „Hear the Bells”             | Carlton                            | 3:44    |  |
| 6.  | „Dear California”            | Carlton, Ingber                    | 3:19    |  |
| 7.  | „Tall Tales for Spring”      | Carlton                            | 4:28    |  |
| 8.  | „Get Good”                   | Carlton                            | 3:54    |  |
| 9.  | „The Marching Line”          | Carlton                            | 3:30    |  |
| 10. | „In the End”                 | Carlton                            | 2:53    |  |

| Varianta Deluxe cu piese bonus iTunes |                                                     |         |  |
| Nr.                                   | Titlu                                               | Lungime |  |
| 11.                                   | „Tall Tales For Spring (varianta acustică)”         | 4:31    |  |
| 12.                                   | „Carousel (varianta acustică)”                      | 3:03    |  |
| 13.                                   | „London (varianta acustică)”                        | 4:16    |  |
| 14.                                   | „Carousel” (videoclip)                              | 3:22    |  |
| 15.                                   | „The Four Elements of Rabbits On the Run” (video)   | 4:26    |  |
| 16.                                   | „Behind the Scenes of the 'Carousel' Video” (video) | 1:26    |  |